# Inulin-Clearance
Die Ermittlung der Inulin-Clearance ist ein Verfahren zur Bestimmung der glomerulären Filtrationsrate, das jedoch methodisch für den Routineeinsatz zu aufwändig ist. Daher kommt im Labor derzeit die Bestimmung der endogenen Kreatinin-Clearance zur Anwendung, die allerdings den Störeinflüssen der Kreatininbestimmung unterliegt und durch Fehler während der Urinsammelperiode zusätzlich fehlerbehaftet ist.
Seit einiger Zeit steht mit Cystatin C ein deutlich sensitiverer und spezifischerer Parameter bereit, der eine deutlich bessere und störungsfreiere Einschätzung der Nierenfunktion, auch im kreatininblinden Bereich, erlaubt.

## Durchführung des Verfahrens
Zu Beginn wird dem Patienten Blut entnommen. Danach muss der Patient 500 ml Wasser trinken. Anschließend werden 5 g Inulin über fünf Minuten intravenös (i. v.) injiziert. 3 und 45 Minuten nach Abschluss der Injektion werden zwei weitere Blutproben entnommen.